# Звезда у успону Еврокупа у кошарци
Звезда у успону Еврокупа (енгл. EuroCup Basketball Rising Star) годишња је награда коју додељује Еврокуп у кошарци. Награда је установљена у сезони 2008/09, а до сада су једини двоструки добитници били Бојан Дубљевић и Александар Балцеровски. Валенсија је једини клуб који је дао чак четири добитника ове награде, док су из редова Гран Канарије дошла три.

## Досадашњи добитници
| Сезона   | Играч                      | Клуб                   | Изв.  |
| -------- | -------------------------- | ---------------------- | ----- |
| 2008/09. | Милан Мачван               | Хемофарм               |       |
| 2009/10. | Виктор Клавер              | Валенсија              |       |
| 2010/11. | Донатас Мотијејунас        | Тревизо                |       |
| 2011/12. | Јонас Валанчјунас          | Лијетувос ритас        |       |
| 2012/13. | Бојан Дубљевић             | Валенсија (2)          |       |
| 2013/14. | Бојан Дубљевић (2)         | Валенсија (3)          |       |
| 2014/15. | Кристапс Порзингис         | Севиља                 |       |
| 2015/16. | Матеуш Поњитка             | Зјелона Гора           |       |
| 2016/17. | Роландс Шмитс              | Фуенлабрада            |       |
| 2017/18. | Џанан Муса                 | Цедевита               |       |
| 2018/19. | Мартинас Еходас            | Ритас (2)              |       |
| 2019/20. | Награда није додељена.     | Награда није додељена. | [ 1 ] |
| 2020/21. | Александер Балцеровски     | Гран Канарија          | [ 2 ] |
| 2021/22. | Калифа Диоп                | Гран Канарија (2)      | [ 3 ] |
| 2022/23. | Александер Балцеровски (2) | Гран Канарија (3)      | [ 4 ] |
| 2023/24. | Закари Ризаше              | Бург                   | [ 5 ] |
| 2024/25. | Жан Монтеро                | Валенсија (4)          | [ 6 ] |

## Број изабраних играча по клубовима
| Клуб          | Број изабраних играча |
| ------------- | --------------------- |
| Валенсија     | 4                     |
| Гран Канарија | 3                     |
| Ритас         | 2                     |
| Бург          | 1                     |
| Зјелона Гора  | 1                     |
| Севиља        | 1                     |
| Тревизо       | 1                     |
| Фуенлабрада   | 1                     |
| Хемофарм      | 1                     |
| Цедевита      | 1                     |